# Eudaemonia brachyura
Eudaemonia brachyura är en fjärilsart som beskrevs av Dru Drury 1782. Eudaemonia brachyura ingår i släktet Eudaemonia och familjen påfågelsspinnare. Inga underarter finns listade i Catalogue of Life.